# Pallacanestro ai Giochi della XXXIII Olimpiade - Torneo maschile
Il torneo maschile di pallacanestro ai Giochi della XXXIII Olimpiade si è svolto dal 27 luglio all’11 agosto 2024. 

## Risultati

### Prima fase a gruppi
La prima fase a gruppi prevede che le prime due squadre di ciascun girone, oltre alle due migliori terze, accedano alla fase dei quarti di finale.

#### Gruppo A
| Pos | Squadra   | G | V | P | PF  | PS  | DP  | Qualificazione                                |
| --- | --------- | - | - | - | --- | --- | --- | --------------------------------------------- |
| 1   | Canada    | 3 | 3 | 0 | 267 | 247 | +20 | Qualificate alla fase ad eliminazione diretta |
| 2   | Australia | 3 | 1 | 2 | 246 | 250 | −4  | Qualificate alla fase ad eliminazione diretta |
| 3   | Grecia    | 3 | 1 | 2 | 233 | 241 | −8  | Qualificate alla fase ad eliminazione diretta |
| 4   | Spagna    | 3 | 1 | 2 | 249 | 257 | −8  |                                               |

##### Risultati
1ª giornata
| Arbitri: | Gatis Saliņš Omar Bermúdez Juan Fernández |

|            |          |           |
| Landale 20 | Punti    | Aldama 27 |
| Giddey 8   | Assist   | Brown 7   |
| Landale 9  | Rimbalzi | Garuba 7  |

| Arbitri: | Roberto Vázquez Johnny Batista Wojciech Liszka |

|                  |          |                      |
| Antetokounmpo 34 | Punti    | Barrett 23           |
| Calathes 7       | Assist   | Gilgeous-Alexander 7 |
| Mitoglou 8       | Rimbalzi | Olynyk 6             |

2ª giornata
| Arbitri: | Ademir Zurapović Mārtiņš Kozlovskis Julio Anaya |

|           |          |                  |
| Aldama 19 | Punti    | Antetokounmpo 27 |
| Brown 10  | Assist   | Calathes 7       |
| Aldama 12 | Rimbalzi | Antetokounmpo 11 |

| Arbitri: | Yohan Rosso Johnny Batista Takaki Kato |

|                   |          |            |
| Barrett 24        | Punti    | Giddey 19  |
| Barrett, Murray 5 | Assist   | Giddey 6   |
| Powell 9          | Rimbalzi | Landale 12 |

3ª giornata
| Arbitri: | Roberto Vázquez Mārtiņš Kozlovskis Johnny Batista |

|            |          |                  |
| Landale 17 | Punti    | Antetokounmpo 20 |
| Daniels 8  | Assist   | Calathes 8       |
| Giddey 11  | Rimbalzi | 3 giocatori 7    |

| Arbitri: | Ademir Zurapović Julio Anaya Gatis Saliņš |

|                       |          |               |
| Gilgeous-Alexander 20 | Punti    | Brizuela 17   |
| Murray 6              | Assist   | 3 giocatori 4 |
| Brooks, Murray 4      | Rimbalzi | Aldama 11     |

#### Gruppo B
| Pos | Squadra  | G | V | P | PF  | PS  | DP  | Qualificazione                                |
| --- | -------- | - | - | - | --- | --- | --- | --------------------------------------------- |
| 1   | Germania | 3 | 3 | 0 | 268 | 221 | +47 | Qualificate alla fase ad eliminazione diretta |
| 2   | Francia  | 3 | 2 | 1 | 243 | 241 | +2  | Qualificate alla fase ad eliminazione diretta |
| 3   | Brasile  | 3 | 1 | 2 | 241 | 248 | −7  | Qualificate alla fase ad eliminazione diretta |
| 4   | Giappone | 3 | 0 | 3 | 251 | 293 | −42 |                                               |

##### Risultati
1ª giornata
| Arbitri: | Antonio Conde Boris Krejić Amy Bonner |

|              |          |              |
| F. Wagner 22 | Punti    | Hachimura 20 |
| Schröder 12  | Assist   | Kawamura 7   |
| Theis 7      | Rimbalzi | Hawkinson 11 |

| Arbitri: | Matthew Kallio Luis Castillo Carlos Peralta |

|                      |          |                    |
| Batum, Wembanyama 19 | Punti    | Felício, Meindl 14 |
| Albicy 4             | Assist   | Santos 6           |
| Wembanyama 9         | Rimbalzi | Felício 6          |

2ª giornata
| Arbitri: | Matthew Kallio Wojciech Liszka Blanca Burns |

|                       |          |                        |
| Kawamura 29           | Punti    | Wembanyama 18          |
| Kawamura 6            | Assist   | Wembanyama, Fournier 6 |
| Hawkinson, Watanabe 8 | Rimbalzi | Gobert 15              |

| Arbitri: | Antonio Conde Omar Bermúdez Gatis Saliņš |

|           |          |             |
| Santos 18 | Punti    | Schröder 20 |
| Santos 8  | Assist   | Schröder 6  |
| Meindl 6  | Rimbalzi | Voigtmann 8 |

3ª giornata
| Arbitri: | Matthew Kallio Boris Krejić Wojciech Liszka |

|              |          |            |
| Hawkinson 26 | Punti    | Caboclo 33 |
| Kawamura 10  | Assist   | Huertas 8  |
| Hawkinson 10 | Rimbalzi | Caboclo 17 |

| Arbitri: | Antonio Conde Juan Fernández Andrés Bartel |

|               |          |                        |
| Wembanyama 14 | Punti    | Schröder, F. Wagner 26 |
| Batum 3       | Assist   | Schröder 9             |
| Wembanyama 12 | Rimbalzi | Theis 8                |

#### Gruppo C
| Pos | Squadra       | G | V | P | PF  | PS  | DP  | Qualificazione                                |
| --- | ------------- | - | - | - | --- | --- | --- | --------------------------------------------- |
| 1   | Stati Uniti   | 3 | 3 | 0 | 317 | 253 | +64 | Qualificate alla fase ad eliminazione diretta |
| 2   | Serbia        | 3 | 2 | 1 | 287 | 261 | +26 | Qualificate alla fase ad eliminazione diretta |
| 3   | Sudan del Sud | 3 | 1 | 2 | 261 | 278 | −17 |                                               |
| 4   | Porto Rico    | 3 | 0 | 3 | 228 | 301 | −73 |                                               |

##### Risultati
1ª giornata
| Arbitri: | Ademir Zurapović Takaki Kato Martin Vulić |

|           |          |                   |
| Jones 19  | Punti    | Alvarado 26       |
| Jones 6   | Assist   | Alvarado 5        |
| Gabriel 9 | Rimbalzi | Conditt, Romero 6 |

| Arbitri: | Yohan Rosso Julio Anaya Mārtiņš Kozlovskis |

|              |          |           |
| Jokić 20     | Punti    | Durant 23 |
| Jokić 8      | Assist   | James 9   |
| Bogdanović 6 | Rimbalzi | Davis 8   |

2ª giornata
| Arbitri: | Julio Anaya Juan Fernández Boris Krejić |

|                  |          |             |
| Ortiz 19         | Punti    | Petrušev 15 |
| Howard, Waters 3 | Assist   | Jokić 9     |
| Ortiz 6          | Rimbalzi | Jokić 15    |

| Arbitri: | Antonio Conde Mārtiņš Kozlovskis Takaki Kato |

|               |          |            |
| Adebayo 18    | Punti    | Omot 24    |
| Booker 6      | Assist   | Jones 7    |
| 3 giocatori 7 | Rimbalzi | Gabriel 10 |

3ª giornata
| Arbitri: | Julio Anaya Gatis Saliņš Martin Vulić |

|             |          |            |
| Alvarado 18 | Punti    | Edwards 26 |
| Conditt 5   | Assist   | James 8    |
| Romero 10   | Rimbalzi | Tatum 10   |

| Arbitri: | Ademir Zurapović Yohan Rosso Juan Fernández |

|               |          |                  |
| Bogdanović 30 | Punti    | Jones, Shayok 17 |
| Bogdanović 8  | Assist   | Jones 10         |
| Jokić 13      | Rimbalzi | Gabriel 8        |

#### Classifica migliori terze
Tra le terze classificate di ogni girone, si applicano i seguenti criteri per stabilire il passaggio del turno delle migliori due squadre:
- Punti
- Differenza canestri

#### Classifica
| Pos. | Squadra       | Pt | G | V | P | PF  | PS  | DC  | Gruppo |
| ---- | ------------- | -- | - | - | - | --- | --- | --- | ------ |
| 1.   | Brasile       | 4  | 3 | 1 | 2 | 241 | 248 | -7  | B      |
| 2.   | Grecia        | 4  | 3 | 1 | 2 | 233 | 241 | -8  | A      |
| 3.   | Sudan del Sud | 4  | 3 | 1 | 2 | 261 | 278 | -17 | C      |

### Fase ad eliminazione diretta
Un sorteggio dopo il turno preliminare ha deciso gli accoppiamenti, dove un squadra testa di serie ha giocato contro una squadra non testa di serie.
Le squadre qualificate sono state divise in quattro fasce:
- La Fascia D comprendeva le due squadre prime classificate con il miglior ranking della fase a gironi
- La Fascia E comprendeva la squadra prima classificata con il peggior ranking e la squadra seconda classificata con il miglior ranking della fase a gironi
- La Fascia F comprendeva le restanti squadre seconde classificate della fase a gironi
- La Fascia G comprendeva le due migliori squadre terze classificate

Principi del sorteggio:
- Le squadre della Fascia D sono state sorteggiate contro le squadre della Fascia G e le squadre della Fascia E contro quelle della Fascia F
- Le squadre dello stesso girone non potevano essere sorteggiate l'una contro l'altra nei quarti di finale

| Pos | Squadra     | G | V | P | PF  | PS  | DP  | Pt | Qualificazione                |
| --- | ----------- | - | - | - | --- | --- | --- | -- | ----------------------------- |
| 1   | Stati Uniti | 3 | 3 | 0 | 317 | 253 | +64 | 6  | Testa di serie (Fascia D)     |
| 2   | Germania    | 3 | 3 | 0 | 268 | 221 | +47 | 6  | Testa di serie (Fascia D)     |
|     |             |   |   |   |     |     |     |    |                               |
| 3   | Canada      | 3 | 3 | 0 | 267 | 247 | +20 | 6  | Testa di serie (Fascia E)     |
| 4   | Serbia      | 3 | 2 | 1 | 287 | 261 | +26 | 5  | Testa di serie (Fascia E)     |
|     |             |   |   |   |     |     |     |    |                               |
| 5   | Francia     | 3 | 2 | 1 | 243 | 241 | +2  | 5  | Non testa di serie (Fascia F) |
| 6   | Australia   | 3 | 1 | 2 | 246 | 250 | −4  | 4  | Non testa di serie (Fascia F) |
|     |             |   |   |   |     |     |     |    |                               |
| 7   | Brasile     | 3 | 1 | 2 | 241 | 248 | −7  | 4  | Non testa di serie (Fascia G) |
| 8   | Grecia      | 3 | 1 | 2 | 233 | 241 | −8  | 4  | Non testa di serie (Fascia G) |

|  | Quarti di finale 6 agosto | Quarti di finale 6 agosto |             |        | Semifinale 8 agosto | Semifinale 8 agosto |  |  | Finale 10 agosto | Finale 10 agosto |
|  |                           |                           |             |        |                     |                     |  |  |                  |                  |
|  |                           |                           |             |        |                     |                     |  |  |                  |                  |
|  |                           |                           |             |        |                     |                     |  |  |                  |                  |
|  | Francia                   | 82                        |             |        |                     |                     |  |  |                  |                  |
|  | Francia                   | 82                        |             |        |                     |                     |  |  |                  |                  |
|  | Canada                    | 73                        |             |        |                     |                     |  |  |                  |                  |
|  | Canada                    | 73                        | Francia     | 73     |                     |                     |  |  |                  |                  |
|  |                           |                           | Francia     | 73     |                     |                     |  |  |                  |                  |
|  |                           | Germania                  | 69          |        |                     |                     |  |  |                  |                  |
|  | Germania                  | Germania                  | 69          | 76     |                     |                     |  |  |                  |                  |
|  | Germania                  |                           |             | 76     |                     |                     |  |  |                  |                  |
|  | Grecia                    | 63                        |             |        |                     |                     |  |  |                  |                  |
|  | Grecia                    | 63                        | Francia     | 87     |                     |                     |  |  |                  |                  |
|  |                           |                           | Francia     | 87     |                     |                     |  |  |                  |                  |
|  |                           | Stati Uniti               | 98          |        |                     |                     |  |  |                  |                  |
|  | Brasile                   | Stati Uniti               | 98          | 87     |                     |                     |  |  |                  |                  |
|  | Brasile                   |                           |             | 87     |                     |                     |  |  |                  |                  |
|  | Stati Uniti               | 122                       |             |        |                     |                     |  |  |                  |                  |
|  | Stati Uniti               | 122                       | Stati Uniti | 95     | 3º posto            | 3º posto            |  |  |                  |                  |
|  |                           |                           | Stati Uniti | 95     | 3º posto            | 3º posto            |  |  |                  |                  |
|  |                           | Serbia                    | 91          |        |                     |                     |  |  |                  |                  |
|  | Serbia                    | Serbia                    | 91          | 95     | Germania            | 83                  |  |  |                  |                  |
|  | Serbia                    |                           |             | 95     | Germania            | 83                  |  |  |                  |                  |
|  | Australia                 | 90                        |             | Serbia | 93                  |                     |  |  |                  |                  |
|  | Australia                 | 90                        |             |        | 93                  |                     |  |  |                  |                  |
|  |                           |                           |             |        |                     |                     |  |  |                  |                  |
|  |                           |                           |             |        |                     |                     |  |  |                  |                  |

#### Quarti di finale
| Arbitri: | Ademir Zurapović Omar Bermúdez Gatis Saliņš |

|               |          |                       |
| Yabusele 22   | Punti    | Gilgeous-Alexander 27 |
| Wembanyama 5  | Assist   | Gilgeous-Alexander 4  |
| Wembanyama 12 | Rimbalzi | Powell 9              |

| Arbitri: | Roberto Vázquez Mārtiņš Kozlovskis Johnny Batista |

|              |          |                  |
| F. Wagner 18 | Punti    | Antetokounmpo 22 |
| Schröder 8   | Assist   | Antetokounmpo 3  |
| Theis 8      | Rimbalzi | Papanikolaou 8   |

| Arbitri: | Antonio Conde Boris Krejić Luis Castillo |

|             |          |           |
| Caboclo 30  | Punti    | Booker 18 |
| Meindl 7    | Assist   | James 9   |
| Georginho 8 | Rimbalzi | Davis 8   |

| Arbitri: | Yohan Rosso Julio Anaya Wojciech Liszka |

|          |          |                   |
| Jokić 21 | Punti    | Mills 26          |
| Jokić 8  | Assist   | Exum 5            |
| Jokić 14 | Rimbalzi | Landale, Magnay 6 |

#### Semifinali
| Arbitri: | Antonio Conde Boris Krejić Wojciech Liszka |

|                                   |          |             |
| Yabusele 17                       | Punti    | Schröder 18 |
| Wembanyama 4                      | Assist   | Theis 6     |
| Cordinier, Yabusele, Wembanyama 7 | Rimbalzi | Theis 11    |

| Arbitri: | Ademir Zurapović Julio Anaya Mārtiņš Kozlovskis |

|          |          |                              |
| Curry 36 | Punti    | Bogdanović 20                |
| James 10 | Assist   | Jokić 11                     |
| James 12 | Rimbalzi | Jokić, Milutinov, Petrušev 5 |

#### Finali
3º-4º posto
| Arbitri: | Matthew Kallio Yohan Rosso Johnny Batista |

|                         |          |                 |
| F. Wagner 18            | Punti    | Jokić, Micić 19 |
| Schröder, Weiler-Babb 6 | Assist   | Jokić 11        |
| F. Wagner 9             | Rimbalzi | Jokić 12        |

1º-2º posto
| Arbitri: | Antonio Conde Julio Anaya Wojciech Liszka |

|               |          |          |
| Wembanyama 26 | Punti    | Curry 24 |
| Batum 4       | Assist   | James 10 |
| Batum 8       | Rimbalzi | Davis 9  |